# اکاترینا ماکارووا
 اکاترینا ماکارووا (روسی: Екатери́на Вале́рьевна Мака́рова؛ زادهٔ ۷ ژوئن ۱۹۸۸) یک تنیس‌باز اهل روسیه است.